# Wolfgang Bebel
Wolfgang Bebel (Guolfgangus Bebelius, Volfgang, Wolfgang Böbel de Justingen) (* 1491 in Ingstetten oder weit wahrscheinlicher in Schelklingen; † vor 1544, wahrscheinlich in Biberach an der Riß) war ein deutscher Stadtarzt und Dichter des Humanismus.
Wolfgang Bebel war der Sohn des „Haintz“ Bebel aus Ingstetten (Vater des Heinrich Bebel) und höchstwahrscheinlich dessen zweiter Ehefrau NN Myer, Tochter des Konrad („Cuntz“) Myer aus Schelklingen. Wolfgangs Bruder Heinrich war 18 Jahre älter, ein Umstand, welcher die Vermutung bekräftigt, dass die beiden Brüder aus verschiedenen Ehen ihres Vaters stammten. Dass der Vater Wolfgang Bebels zwischen 1475 und 1486 von Ingstetten nach Schelklingen zog, lässt sich aus folgenden Archivalien ableiten: das Lagerbuch der Reichsherrschaft Justingen von 1497 nennt lediglich zwei Vertreter der Familie „Bebel“: einen „Jörg Böbel“ als Leheninhaber eines Jaucherts Acker im Degental westlich Ingstetten und einen „Haintz Böbel zu Schälcklingen“. Wenn Wolfgang Bebel 1491 in Ingstetten geboren wurde, müsste man eigentlich erwarten, dass sein Vater Haintz Bebel 1497 ebenfalls in Ingstetten sesshaft gewesen wäre. Stattdessen findet sich ein Haintz Bebel in Schelklingen und es ist höchstwahrscheinlich, dass es sich um den Vater der beiden Brüder Heinrich und Wolfgang Bebel handelte. Haintz Bebel wird weiterhin in den Urbaren des Klosters Urspring aufgeführt: wenngleich das Urspringer Urbar von 1475 ihn noch nicht nennt, ist er doch im Urspringer Urbar von 1486 verzeichnet. 1486 besaß er das Lehen, welches 1475 Haintz Pfortzer innehatte. Haintz Bebel verheiratete sich (wohl zum zweiten Mal) mit der Tochter des Cůntz Myer, eines Schelklinger Bürgers. Dieser Cůntz Myer war 1486 selbst Lehenträger des Klosters Urspring. Zwischen 1486 und 1502 übernahm Haintz Bebel außerdem noch das Lehen seines Schwiegervaters Cůntz Myer. In der Renovation von 1502 wird er als Inhaber der Lehen Haintz Pfortzers und Cůntz Myers genannt 1492 wird er auffällig und von der Obrigkeit bestraft, als er im Streit der Schelklinger mit dem Kloster Urspring um die Nachtweide die Nonne Märgel von Welden schlug. 1508 ist er verstorben, wohl in Schelklingen.
Vor 1503 besuchte Wolfgang Bebel wie sein Bruder Heinrich die Lateinschule in Schelklingen. 1503 immatrikulierte er sich an der Universität Tübingen, wo er zusammen mit seinem Freund Wolfgang Reichard (Wolfgangus Rychardus) studierte. 1504 wurde er Baccalaureus, am 17. Juli 1506 Magister, einige Jahre später (nach 1509) Dr. med. Die Tübinger Artistenfakultät leitete er als Dekan von 1514 bis 1516.
Seit 1522 war Wolfgang Bebel als Stadtarzt („physicus“) in Biberach an der Riß tätig. Er heiratete eine Tochter des Tübinger Professors Konrad Blicklin genannt Ebinger, der an der juristischen Fakultät lehrte, in Tübingen Hofrichter war und mit einer Nichte von Johannes und Ludwig Nauclerus verheiratet war. In Biberach wurde Wolfgang Bebel mehrfach als Siegler von Urkunden herangezogen, so am 6. November 1515, 16. Dezember 1516, 18. Dezember 1517, 14. Mai 1521, 25. Mai 1521, 19. Februar 1527, 12. März 1527 und 14. März 1531. Da er bereits am 6. November 1515 als in Biberach wohnhaft bezeichnet wird („Dr. Wolfgang Böbel“), ist die bisherige Angabe, dass er seit 1522 Stadtarzt in Biberach war, eventuell zu korrigieren. Am 16. Dezember 1516 wird Wolfgang Bebel erstmals als „Doktor der Arznei“ in Biberach genannt, was sich 1517, 1521 und 1527 wiederholt. Die soziale Stellung der Mitsiegler (Adlige und Schulmeister) lassen den Schluss zu, dass Wolfgang Bebel in Biberach zu den Honoratioren gerechnet wurde.
Wolfgang Bebel verstarb vor 1544. Wolfgang Bebels Sohn Ludwig, geboren wohl um 1525, studierte seit 17. Oktober 1541 Medizin in Tübingen (Ludovicus Bebelius Bibrachensis). Im Juni 1544 absolvierte er seinen baccalaureus artium, am 12. Februar 1550 den magister artium. Die Matrikel der Artistenfakultät bezeichnet ihn als „Tubingensis“ und eine (spätere) Randglosse als „Dr. med.“. Am 5. Oktober 1555 wechselte er nach Ingolstadt: Ludouicus Bebelius magister artium Tübingensis. Laut Georg Wilhelm Zapf soll er 1555 in Ingolstadt den Doktor der „Arzneygelehrsamkeit“ erworben haben. Zapf vermutet außerdem, dass es sich bei diesem Ludwig Bebel um einen Enkel und nicht einen Sohn Wolfgang Bebels gehandelt habe.
Zu Beginn seiner Tübinger Zeit zählte Wolfgang Bebel zum Schülerkreis seines 18 Jahre älteren Bruders, dem neben anderen Jakob Heinrichmann, Johannes Altenstaig und Michael Köchlin (Coccinius) angehörten und der Heinrich Bebels Ruf als Erneuerer der lateinischen Sprachlehre verbreiten half. Literarisch trat Wolfgang Bebel dadurch hervor, dass er seinen Bruder und Lehrer in mehreren Gedichten, veröffentlicht als eigene Beiträge in verschiedenen Werken Bebels, gegen kritische und feindliche Stimmen in Schutz nahm und ihre besonderen Qualitäten hervorhob.
Wolfgang Bebel erscheint in den Werken seines Bruders vor allem als dessen Schüler. Er ist der beste lebende Beweis für die Richtigkeit eines neuen Konzepts des Lateinstudiums, das sich um der angestrebten Sprachrichtigkeit und -schönheit willen in erster Linie auf einen Kanon römischer Autoren und deren unkommentierte Originaltexte konzentriert. Heinrich Bebel präsentiert der Öffentlichkeit seinen deutlich jüngeren Bruder als Musterschüler: „Est apud me frater Volfgangus Bebelius XIIII annos natus, is Donatum et didicit sine ullis glossis definitionumque limitationibus“. An seinen Bruder richtet Heinrich Bebel die Schrift De modo bene dicendi, erschienen zusammen mit den Commentaria epistularum conficiendarum 1506 bei Johannes Grüninger in Straßburg. Wolfgang Bebel, der zum Zeitpunkt der Abfassung der Schrift bereits die Magisterwürde erreicht hat („ad fratrem Volfgangum Bibelium suum in artibus liberalibus magistrum“), wird hier über die richtige Weise, Latein zu sprechen und zu schreiben von seinem Bruder belehrt.
Gleichzeitig ist der Bruder Wolfgang die Person, mit der Heinrich Bebel seine Herkunft aus bäuerlichem Milieu teilt. In einer ebenfalls 1509 erschienenen Apologie gegen einen nicht weiter bekannten Kritiker namens Zoilu (d. h. Kritiker) verteidigt Bebel seine Provenienz. Betont werden die eigenen Leistungen, der erfolgreiche soziale Aufstieg aus eigener Kraft und die erreichten persönlichen Tugenden. Nobilitat virtus – diesen Grundsatz hat Heinrich Bebel selbst in seinen Augen mit dem in seinem Leben Erreichten in die Tat umgesetzt, sein Bruder Wolfgang schickte sich gerade an, ihn zu verwirklichen.

## Werke
Wolfgang Bebels Gedichte wurden in verschiedene Bücher seines Bruders Heinrich eingestreut. Moderne Ausgaben der Gedichte Wolfgang Bebels sind keine vorhanden¸ man vergleiche aber die Digitalisate der Werke seines Bruders Heinrich.